# Les Naïades
Les Naïades – ou Baigneuses – est un tableau réalisé par le peintre français Jean-Jacques Henner en 1877. Cette huile sur toile est une peinture mythologique qui représente six naïades rousses nues à côté d'un plan d'eau. Il s'agit d'une commande pour la salle à manger de l'hôtel particulier du couple Soyer, au 43 rue du Faubourg-Saint-Honoré, à Paris. Présentée à l'Exposition universelle de 1878, l'œuvre fait aujourd'hui partie des collections du musée national Jean-Jacques-Henner. L'établissement conserve aussi une esquisse qui comprend une figure supplémentaire, debout au centre de la composition, de dos.

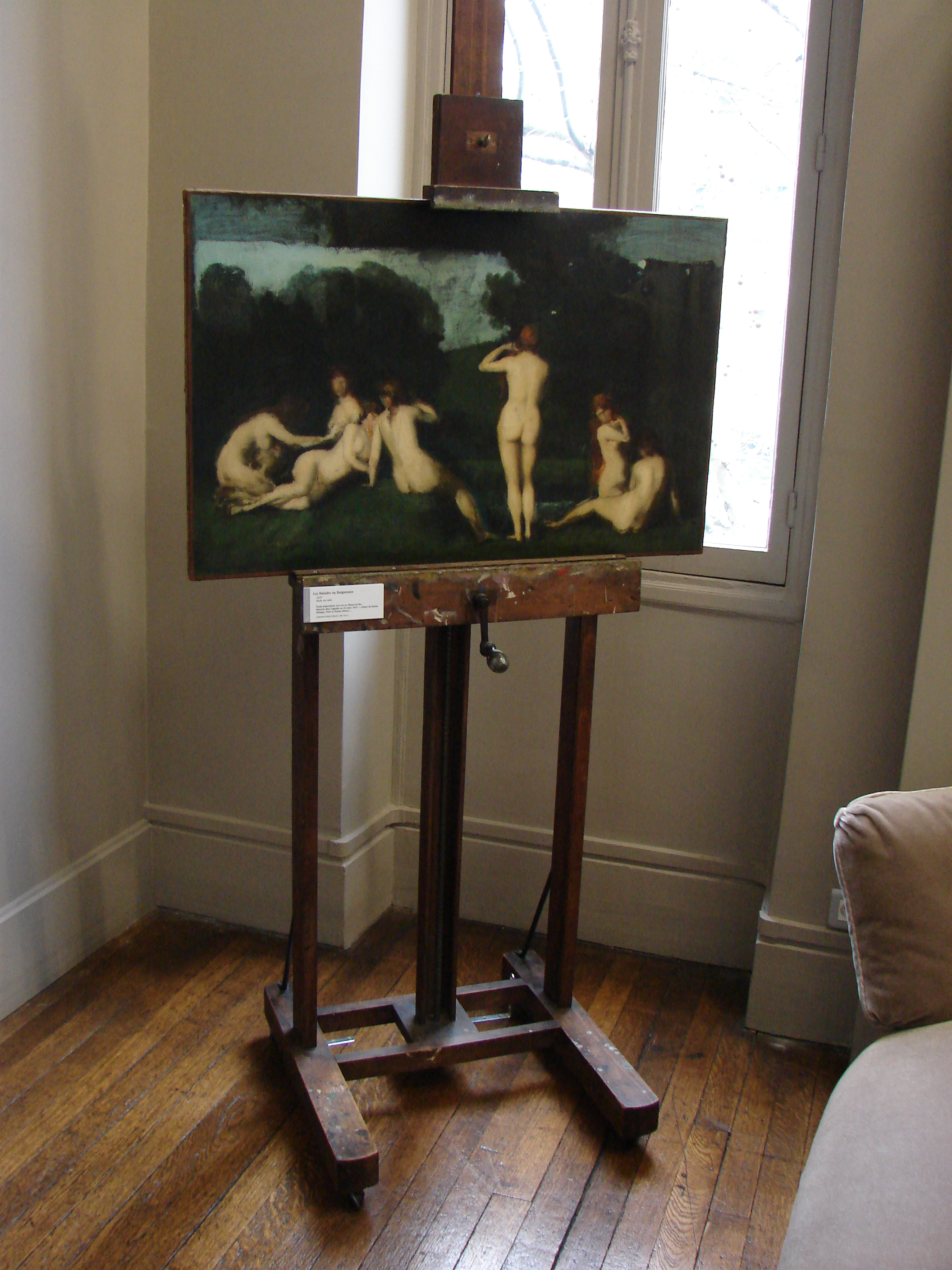
Esquisse des Naïades sur un chevalet au musée national Jean-Jacques-Henner.